# Drom
Drom är en fiktiv rollfigur i serien om Spindelmannen.

## Bakgrund
Drom är ett klassiskt freak. Några minuter efter sin födsel fick han den kropp han skulle ha som vuxen. Sedan dess har han istället för att bli äldre blivit yngre, men allt annat med honom går också baklänges till exempel pratar och äter han baklänges. Han har därmed en maskin som pratar åt honom, och är beroende av en spegel som håller honom "verklig". Men han är även en sorts energivampyr som tömmer folk på energy för att hindra sitt eget "yngrande".
När han har föryngrats 42 år har han byggt upp en massa vapen och maskiner som kan tömma folk på varje uns energi de har. Han begår här även sitt enda misstag när han börjar försöka tömma superhjältar på energi istället för vanliga människor.
För att få sin superhjälteenergi lurar han spindelmannen och Iron Fist att börja slåss mot varandra genom att plantera bevis som gör de båda rasande. Båda superhjältarna nappar på Droms bete och en vild fajt börjar mellan de båda. När striden har pågått ett tag och hjältarna börjar tröttna skrider han till verket. Han frammanar ett stort fyraarmat sandmonster som kastar sig in i striden mellan de båda hjältarna vilka blir överraskade och inte hinner hoppa undan från det anstormande monstret. Droms monster lyckas få tag i spindelmannens ben och kastar in denna i en väg och besegrar sedan Iron Fist.
Innan spindelmannen, som kastades in i en tegelväg, hunnit kasta sig tillbaka in i striden mot sandmonster, skjuter Drom honom i ryggen med en specialgjord laserpistol. Spindelmannen hamnar i en sorts glasbur gjord av okrossbart glas som ska bryta ner hans cellstruktur för att mata Drom.
Men Iron First lyckas ta sig loss från sandmonstrets grepp och råkar av misstag krascha den spegel som håller Drom verklig. Därigenom försvinner Drom och allt han har skapat, eftersom detta egentligen aldrig har funnits och spindelmannen frigörs.

## Vänner
Drom saknar allierade och vänner.

## Fiender
- Spindelmannen
- Iron Fist

## Egenskaper
Pratar, äter och lever baklänges men kan även göra alla typer av fiffiga maskiner och vapen.

## Krafter
Drar livskraft från allt och alla han rör vid.

## Vapen/utrustning
En för alla syften pistol som kan bryta spindelmannens nät, knocka en motståndare, frammana ett stort fyraarmat monster av sand och mycket mycket mer.
Maskiner som översätter hans tal (pratar baklänges), maskiner för att äta och smälta ner maten, maskiner som kan bryta ner cellstrukturer och omvandla detta till energi åt Drom. Han har även en väldigt viktig spegel som håller honom och allting han skapat vid "liv".